# Női 200 méteres síkfutás a 2015. évi nyári európai ifjúsági olimpiai fesztiválon
A 2015. évi nyári európai ifjúsági olimpiai fesztiválon az atlétikai versenyszámokat Tbilisziben rendezték. A női 200 méteres síkfutás selejtezőit július 29.-én, a döntőt pedig július 31.-én rendezték.

## Rekordok
A versenyt megelőzően a következő rekordok voltak érvényben:
| Ifjúsági világrekord | Candace Hill (Amerikai Egyesült Államok) | 22.43 |
| EYOF rekord          | Renzhina Ekaterina (AOroszország)        | 23.64 |

## Selejtező
Minden selejtezőcsoport első 2 helyezettje (Q) illetve a további legjobb 2 időeredménnyel (q) rendelkező sportoló jutott tovább a döntőbe. Minden nemzet egyetlen sportolóval képviselhette magát.
| H  | Csoport | Név                       | Nemzet           | E     | Mj  |
| -- | ------- | ------------------------- | ---------------- | ----- | --- |
| 1  | 2       | Marine Mignon             | Franciaország    | 24.74 | Q   |
| 2  | 2       | Lauries Bauwens           | Belgium          | 24.99 | Q   |
| 3  | 3       | Anna Kerbachová           | Csehország       | 25.12 | Q   |
| 4  | 3       | Tonje Fjellet Kristiansen | Norvégia         | 25.29 | Q   |
| 5  | 1       | Gina Nkechi Akpe-Moses    | Írország         | 25.36 | Q   |
| 6  | 2       | Nea Mattila               | Finnország       | 25.62 | q   |
| 7  | 3       | Diana Adasko              | Oroszország      | 25.69 | q   |
| 8  | 1       | Dolores Ćosić             | Horvátország     | 25.80 | Q   |
| 9  | 1       | Yekaterina Zhivaeva       | Fehéroroszország | 25.88 |     |
| 10 | 2       | Patrícia Garčárová        | Szlovákia        | 25.89 |     |
| 11 | 3       | Gal Kadmon                | Izrael           | 25.92 |     |
| 12 | 2       | Mizgin Ay                 | Törökország      | 25.98 |     |
| 13 | 1       | Karolina Marta Łozowska   | Lengyelország    | 26.02 |     |
| 14 | 2       | Liina Valk                | Észtország       | 26.12 | PB  |
| 15 | 2       | Céline Bürgi              | Svájc            | 26.19 |     |
| 16 | 3       | Joana de Sousa Carlos     | Portugália       | 26.27 |     |
| 17 | 3       | Tanya Asenova             | Bulgária         | 26.36 |     |
| 18 | 2       | Soraya De Sousa Moreira   | Luxemburg        | 26.76 |     |
| 19 | 1       | Elisabetta Vandi          | Olaszország      | 26.87 |     |
| 20 | 1       | Salome Menteshashvili     | Grúzia           | 27.96 |     |
| 21 | 1       | Lirije Peci               | Koszovó          | 30.18 |     |
| 22 | 3       | Aynur Asadzade            | Azerbajdzsán     | 30.94 |     |
| -  | 1       | Gayane Chiloyan           | Örményország     | -     | DNS |
| -  | 3       | Marina Andreea Baboi      | Románia          | -     | DNS |

## Döntő
| H     | Név                       | Nemzet        | E     | Mj |
| ----- | ------------------------- | ------------- | ----- | -- |
| Arany | Marine Mignon             | Franciaország | 24.07 |    |
| Ezüst | Gina Nkechi Akpe-Moses    | Írország      | 24.49 |    |
| Ezüst | Anna Kerbachová           | Csehország    | 24.49 | PB |
| 4     | Lauries Bauwens           | Belgium       | 24.60 |    |
| 5     | Tonje Fjellet Kristiansen | Norvégia      | 24.68 |    |
| 6     | Dolores Ćosić             | Horvátország  | 25.17 | PB |
| 7     | Diana Adasko              | Oroszország   | 25.28 |    |
| 8     | Nea Mattila               | Finnország    | 25.41 |    |